# Peter Loader
Peter James Loader (* 25. Oktober 1929 in Wallington, Surrey; † 15. März 2011 in Perth, Westaustralien) war ein englischer Cricketspieler und -schiedsrichter.
Für England trat er in 13 Test-Matches an, in der englischen County Championship, in der er für den Surrey County Cricket Club spielte, war er einer der schnellsten Bowler seiner Zeit. Daneben spielte er auch für den Beddington Cricket Club. Gefürchtet war sein Bouncer, ein besonders schneller und für den Batsman gefährlicher, weil hoher, Ball. Dieser Wurf stand aber unter Verdacht, nicht korrekt, also nicht mit gestrecktem Arm, ausgeführt zu werden, was im Englischen abwertend als chucking bezeichnet wird.
Aufgrund der Konkurrenz durch die anderen englischen Fast-Bowler seiner Zeit, Frank Tyson, Fred Trueman und Brian Statham, konnte sich Loader aber keinen Stammplatz in der englischen Mannschaft sichern – auf der Ashes Tour 1954/55 in Australien spielte er in keinem einzigen Test. Doch 1957 erreichte er in Headingley den ersten Hattrick der Nachkriegszeit, als er gegen die West Indies 6 Wickets für 36 Runs holte. Dies war erst der zwölfte Hattrick im Test-Cricket überhaupt und es dauerte 38 Jahre, bis mit Dominic Cork wieder einem englischen Bowler dieses Kunststück gelang.
Er hatte großen Einfluss auf Surreys Erfolgsserie von sieben County-Championship-Titeln in Folge zwischen 1952 und 1958. Sein Debüt für Surrey hatte er 1951, einen Stammplatz sicherte er sich im Juli 1953, als er in drei Spielen hintereinander insgesamt 34 Wickets holte. Zweimal erreichte er für Surrey 9 Wickets in einem Innings: 9 für 23 gegen Kent 1953 und 9 für 17 gegen Warwickshire 1958. In sieben Spielzeiten erreichte er 100 oder mehr First-Class Wickets, das letzte Mal 1962. Obwohl er kein guter Batsman war, erzielte er 1955 in einem Spiel gegen Yorkshire in Headingley wertvolle 81 Runs, die Surrey halfen, von 119 für 8 Wickets noch 268 Runs zu erreichen.
1963 wanderte er aus nach Perth, Westaustralien, und spielte ein Spiel für die Mannschaft von Western Australia in der Saison 1963–64, was sein letztes First-Class Spiel sein sollte. Später wurde er Schiedsrichter und leitete bis 2007 Spiele im top grade Cricket für die Western Australian Cricket Association (WACA).